# Tomas Lindahl

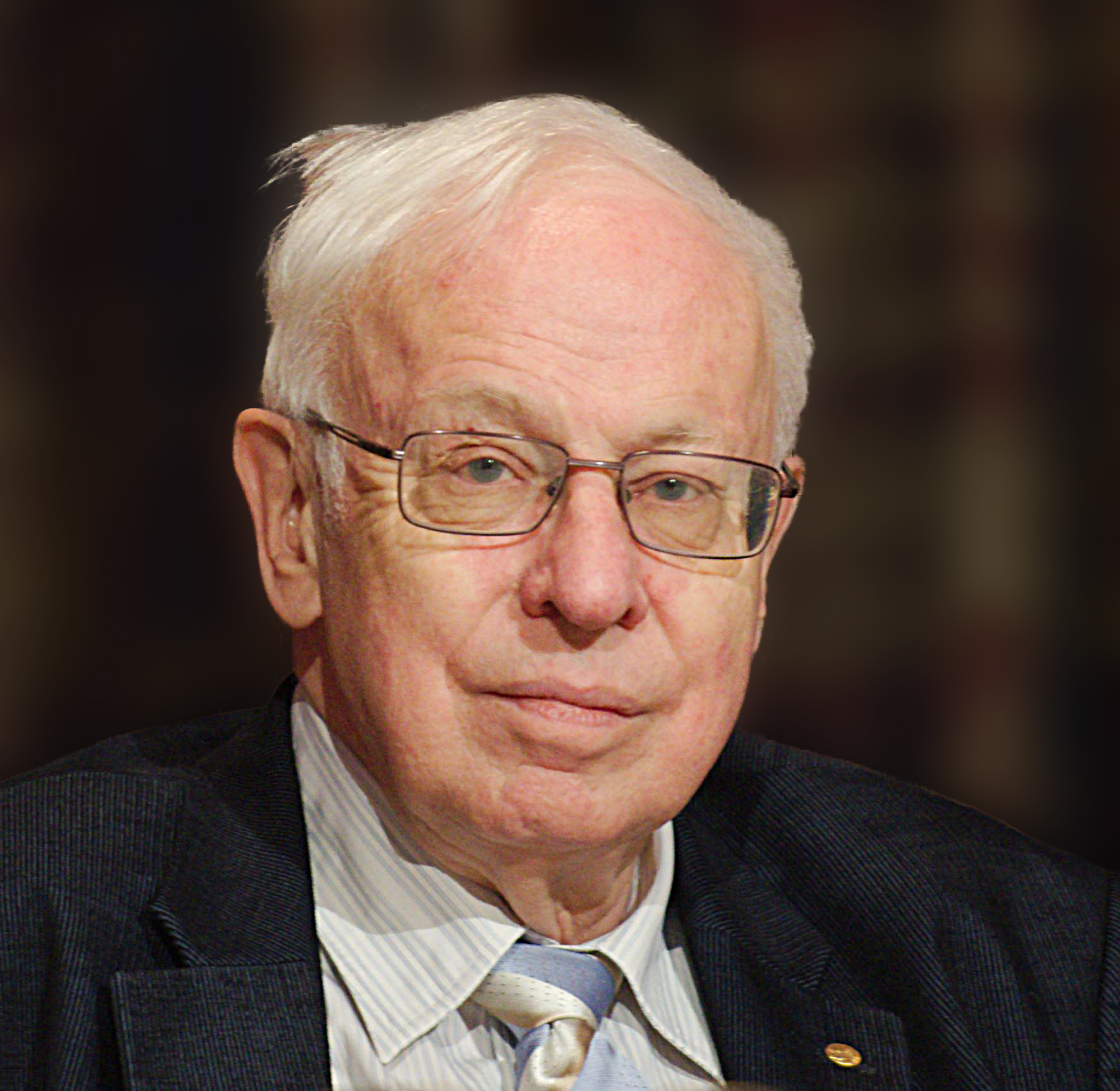
Tomas Lindahl

Tomas Robert Lindahl (* 28. Januar 1938 in Stockholm) ist ein schwedischer Krebsforscher. Er hat sich besondere Verdienste um die Erforschung der Biochemie der DNA-Reparatur erworben. 2015 wurde ihm „für die mechanistischen Studien zur DNA-Reparatur“ gemeinsam mit Paul Modrich und Aziz Sancar der Nobelpreis für Chemie zugesprochen.

## Leben
Lindahl wurde 1967 am Karolinska-Institut in Solna bei Stockholm mit der Arbeit On the structure and stability of nucleic acids in solution promoviert und erlangte 1970 einen M.D. ebendort. Als Postdoktorand arbeitete er an der Princeton University in Princeton, New Jersey (1964–1967) und an der Rockefeller University in New York City, New York (1967–1969). Von 1969 bis 1977 arbeitete er beim Karolinska-Institut und von 1978 bis 1981 war er Professor für Medizinische Biochemie an der Universität Göteborg. Seit 1981 forschte er für den Imperial Cancer Research Fund (später Cancer Research UK) in London. 2009 ging er in den Ruhestand, ist aber als Emeritus group leader am Francis Crick Institute sowie als Emeritus director of Cancer Research UK am Clare Hall Laboratory, Hertfordshire, tätig.
Während man bis Anfang der 1970er Jahre die DNA noch für ein relativ stabiles Molekül hielt, fand Lindahl, dass die DNA so instabil ist, dass Leben auf Basis von DNA eigentlich unmöglich sein müsste. Auf der Suche nach Stabilisierungsmechanismen der DNA fand er als DNA-Reparaturmechanismus die Basenexzisionsreparatur (BER) (siehe DNA-Reparatur).

## Auszeichnungen (Auswahl)
- 1988 Mitgliedschaft in der Royal Society[3]
- 1989 Mitgliedschaft in der Academia Europaea[4]
- 2007 Royal Medal[5]
- 2008 Prix Étranger de l’INSERM[6]
- 2010 Copley Medal[7]
- 2015 Nobelpreis für Chemie[8]
- 2017 Fellow der American Association for the Advancement of Science[9]
- 2018 Mitgliedschaft in der National Academy of Sciences
- Mitgliedschaft in der Norwegischen Akademie der Wissenschaften[10]
- Mitgliedschaft in der Königlich Schwedischen Akademie der Wissenschaften[11]